# ウ!!!
『ウ!!!』は、ウルフルズ15枚目のオリジナルアルバム。2019年6月26日発売。発売元はJVCケンウッド・ビクターエンタテインメント（現：ビクターエンタテインメント〈二代目〉）。

## 解説
JVCケンウッド・ビクターエンタテインメント（当時）移籍後、初アルバム。ギターのウルフルケイスケは、ウルフルズとして活動休止中のため、不参加。
ウルフルケイスケ休止発表後の「3ピース直後のファンクラブツアー」「真心ブラザーズ・桜井秀俊をギターに迎え、ヤッサ2018開催（以降のライブ・TV出演は桜井がギター代行）」「後に本作に収録されるシングルを複数配信限定リリース」を経て完成したアルバム。
タイトル初期案は「123」（収録曲『ワンツースリー天国』からの引用）だったが、サンコンJr.が「ファンが自分たちのことを「ウ!」という愛称で呼んでいるようだ」と話したことから今のタイトル「ウ!!!」に決定した。
通常盤と初回限定盤2種類からなる3形態で発売。初回限定盤同梱のDVD・Blu-rayは「ヤッサ2018」ライブ映像を収録。

## 収録曲
作詞・作曲:トータス松本　編曲：ウルフルズ、菅原龍平
1. センチメンタルフィーバー 〜あなたが好きだから〜[5]
2. リズムをとめるな
3. ワンツースリー天国[6]
4. ひとつふたつ
ダスキン「くらしのリズムを整えよう♪」シリーズCFソング
5. ありがっちゅー
FM COCOLO “Got You OSAKA”テーマソング
6. 生きてく
7. 抱きしめたい
8. 変わる 変わる時 変われば 変われ
ABC朝日放送「おはよう朝日です」テーマソング[7]
9. パワー
関西電力「MOVE the KANSAI」篇CFソング
10. 愛がなくちゃ（2018ver.）
8作目アルバム「ええねん」収録曲の再録バージョン。

DVD、Blu-ray（初回生産限定盤）
クリアアサヒ Presents OSAKAウルフルカーニバル ウルフルズがやって来る!ヤッサ2018 ガッチューOSAKA!
1. I Can't Turn You Loose
2. ウルフルズ A・A・Pのテーマ
3. せやなせやせや人生は
4. ～MC～
5. バンザイ～好きでよかった～
6. パワー
7. SUN SUN SUN'95
8. 借金大王
9. ワルツ!
10. ～MC～
11. バカヤロー
12. 僕の人生の今は何章目ぐらいだろう
13. サンキュー・フォー・ザ・ミュージック
14. 大阪ストラット
15. まいどハッピー
16. 明日があるさ
17. ～MC～
18. ENDLESS SUMMER NUDE
19. 変わる 変わる時 変われば 変われ
20. サムライソウル
21. 笑えれば
22. バカサバイバー
23. 愛がなくちゃ
24. それが答えだ!
25. いい女
26. ガッツだぜ!! ＜アンコール＞
27. ええねん ＜ダブルアンコール＞